# Shabana Rehman
Shabana Rehman (født 14. juli 1976 i Karachi, Pakistan, død 29. december 2022) var norsk-pakistansk standupkomiker og samfundsdebattør. Hun var aktiv på flere arenaer også som foredragsholder og var optaget af at bryde tabuer og skabe mere åbenhed.

## Baggrund
Rehman blev født i Pakistan og kom til Norge i 1977 som etårig.
Hendes far fandt arbejde som kok i en restaurant, og hun voksede op i Oslo-forstaden Holmlia, hvor hendes konservative forældre tog hende til moskeen.

## Virke
Rehman debuterede som standupkomiker i 1999.
Hun anvendte sin baggrund til satire, der gjorde grin med religion og nationalisme.
Rehman fik flere gange omtale med provokerende stunts og happenings.
I 2000 blev hun afbilledet nøgen på forsiden af Dagbladet med en bodypainting af det norske flag.
Både norske ekstremister og muslimske ekstremister protesterede.
I april 2004 fik hun omtale på grund af det såkaldte mullaløft, da hun under en tv-optagelse løftede Mullah Krekar, grundlæggeren af den kurdiske militante gruppe Ansar al-Islam.
Krekar blev rasende og klagede til politiet.
Under et arrangement til introduktionen af filmen Import Eksport tungekyssede Rehman Norges kvindelige kulturminister Valgerd Svarstad.
Rehman tog derefter bukserne ned og viste enden til tilskuerne.
Senere blev der skudt 18 skud mod familiens restaurant.
En nystiftet dansk kvindegruppe, Kvinder for frihed, havde inviteret Rehman til at optræde ved et arrangement på Betty Nansen Teatret i København.
I marts 2006 afviste Betty Nansen Teatrets teaterdirektør Henrik Hartmann Rehman med begrundelsen "at teatret ikke følte, at Shabana Rehman ville sælge billetter nok, samt at hun ville være for provokerende for det store indvandrer-publikum, teatret har." Kvindegruppens formand Vibeke Manniche mente, at teatret "tør simpelthen ikke at lade hende optræde", mens Rehman mente der var tale om censur.
Flere af Rehmans klummer har været bragt i dagbladet Information.
Der kritiserede hun blandt andet i stærke vendinger Asmaa Abdol-Hamid fra Enhedslisten,
beskrevet tegnefilmen Sita Sings the Blues der har medført dødstrusler mod tegneren Nina Paley,
og kommenteret på manden bag terrorangrebene i Norge 22. juli 2011.
Rehman havde sit eget radioprogram Svart-hvitt på P4 Radio Hele Norge. Programmerne er tilgængelige fra iTunes.

## Personlig
Rehman var tidligere gift med komikeren Dagfinn Nordbø.
Hun blev i 2008 gift med NRK-programlederen Martin Garder.
Dokumentarfilmen Shabanas valg, der havde premiere i april 2010 på NRK, skildrer deres forhold.
I april 2022 fortalte hun, at hun havde kræft i bugspytkirtelen, hvilket sidst på året førte til hendes død.

## Priser
- 2001 – Lions' Tulipanpris
- 2002 – Fritt Ord-prisen (delt med Aslam Ahsan)
- 2006 – Trykkefrihedsselskabets Trykkefrihedspris (delt med Roy W. Brown)[11]